# Liga Nacional de Futsal 2005
Die Liga Nacional de Futsal 2005 war die zehnte Spielzeit einer brasilianischen Futsalliga, der Liga Nacional de Futsal. Sie wurde vom Confederação Brasileira de Futsal ausgerichtet.

## Modus
Der Wettbewerb wurde in vier Phasen ausgetragen, zwei Vorrunden sowie Halb- und Finalspiele. In der ersten Runde traten alle Klubs im Ligaverfahren aufeinander. Die zwölf besten Klubs nahmen an der zweiten Runde teil. Hier wurden zwei Gruppen zu je sechs Klubs gebildet. Die ersten beiden einer Gruppe zogen ins Halbfinale ein.

## Teilnehmer
- CER Atlântico
- EC Banespa
- Associação Carlos Barbosa de Futsal
- Futsal Chapecó
- Horizontina Futsal
- ADC Intelli
- AD Jaraguá
- JEC Krona Futsal
- CD Macaé Sports
- Minas Tênis Clube
- Palmeiras FC (GO)
- Petrópolis EC
- FC São Paulo
- SC Ulbra
- Universidade de Caxias do Sul (UCS)
- CR Vasco da Gama

## 1. Runde
| Pl. | Verein                        | Sp. | S  | U | N  | Tore    | Diff. | Punkte |
| --- | ----------------------------- | --- | -- | - | -- | ------- | ----- | ------ |
| 1.  | AD Jaraguá                    | 15  | 10 | 3 | 2  | 041:270 | +14   | 33     |
| 2.  | Horizontina Futsal            | 15  | 9  | 2 | 4  | 033:230 | +10   | 29     |
| 3.  | JEC Krona Futsal              | 15  | 8  | 2 | 5  | 036:310 | +5    | 26     |
| 4.  | ADC Intelli                   | 15  | 8  | 2 | 5  | 038:390 | −1    | 26     |
| 5.  | EC Banespa                    | 15  | 7  | 4 | 4  | 037:300 | +7    | 25     |
| 6.  | Universidade de Caxias do Sul | 15  | 7  | 4 | 4  | 046:390 | +7    | 25     |
| 7.  | CER Atlântico                 | 15  | 7  | 4 | 4  | 041:360 | +5    | 25     |
| 8.  | SC Ulbra                      | 15  | 6  | 3 | 6  | 041:290 | +12   | 21     |
| 9.  | Carlos Barbosa (M)            | 15  | 6  | 3 | 6  | 039:290 | +10   | 21     |
| 10. | Futsal Chapecó                | 15  | 5  | 4 | 6  | 046:470 | −1    | 19     |
| 11. | Petrópolis EC                 | 15  | 5  | 4 | 6  | 040:420 | −2    | 19     |
| 12. | CD Macaé Sports               | 15  | 4  | 7 | 4  | 041:390 | +2    | 19     |
| 13. | FC São Paulo                  | 15  | 5  | 2 | 8  | 038:170 | +21   | 17     |
| 14. | Minas Tênis Clube             | 15  | 4  | 5 | 6  | 041:510 | −10   | 17     |
| 15. | CR Vasco da Gama              | 15  | 2  | 3 | 10 | 028:580 | −30   | 09     |
| 16. | Palmeiras FC (GO)             | 15  | 1  | 0 | 14 | 033:650 | −32   | 03     |

| Zum Saisonende 2004: |                       |
| (M)                  | Meister des Vorjahres |

## 2. Runde

### Gruppe A
| Pl. | Verein             | Sp. | S | U | N | Tore    | Diff. | Punkte |
| --- | ------------------ | --- | - | - | - | ------- | ----- | ------ |
| 1.  | AD Jaraguá         | 10  | 9 | 1 | 0 | 052:230 | +29   | 28     |
| 2.  | CER Atlântico      | 10  | 6 | 1 | 3 | 031:240 | +7    | 19     |
| 3.  | JEC Krona Futsal   | 10  | 5 | 1 | 4 | 028:290 | −1    | 16     |
| 4.  | EC Banespa         | 10  | 3 | 1 | 6 | 032:470 | −15   | 10     |
| 5.  | Carlos Barbosa (M) | 10  | 3 | 0 | 7 | 034:380 | −4    | 09     |
| 6.  | CD Macaé Sports    | 10  | 1 | 2 | 7 | 021:370 | −16   | 05     |

| Zum Saisonende 2004: |                       |
| (M)                  | Meister des Vorjahres |

### Gruppe B
| Pl. | Verein                        | Sp. | S | U | N | Tore    | Diff. | Punkte |
| --- | ----------------------------- | --- | - | - | - | ------- | ----- | ------ |
| 1.  | SC Ulbra                      | 10  | 7 | 1 | 2 | 034:210 | +13   | 22     |
| 2.  | Horizontina Futsal            | 10  | 6 | 3 | 1 | 032:150 | +17   | 21     |
| 3.  | Universidade de Caxias do Sul | 10  | 3 | 3 | 4 | 023:190 | +4    | 12     |
| 4.  | Futsal Chapecó                | 10  | 2 | 3 | 5 | 018:300 | −12   | 09     |
| 5.  | ADC Intelli                   | 10  | 2 | 3 | 5 | 018:300 | −12   | 09     |
| 6.  | Petrópolis EC                 | 10  | 1 | 5 | 4 | 020:300 | −10   | 08     |

## Finale
|            | Gesamt |               | Hinspiel | Rückspiel |
| ---------- | ------ | ------------- | -------- | --------- |
| AD Jaraguá | 5:4    | CER Atlântico | 2:2      | 3:2       |